# 多花长尖叶蔷薇
多花长尖叶蔷薇（学名：Rosa longicuspis var. sinowilsonii）为蔷薇科蔷薇属下的一个变种。

## 扩展阅读
- 維基物種上的相關：多花长尖叶蔷薇